# 러브 라이프
"러브 라이프"(일본어: ラブライフ, 영어: Love Life)는 2022년 개봉한 일본, 프랑스의 드라마 영화이다. 후카다 코지가 감독과 각본을 맡았다. 제79회(2022년) 베네치아 영화제 황금사자상 경쟁후보작이다.

## 출연진

### 주연
- 키무라 후미노 - 타에코 역

### 조연
- 나가야마 켄토 - 지로  역
- 수나다 아톰 - 파쿠 역
- 야마자키 히로나 - 야마자키 역
- 시마다 텟타
- 미토 나츠메 - 콘도 역
- 칸노 미스즈
- 타구치 토모로오